# Meleiro
Meleiro là một đô thị thuộc bang Santa Catarina, Brasil. Đô thị này có diện tích 186,618 km², dân số năm 2007 là 6880 người, mật độ 36,9 người/km².